# Wesserpeton
Wesserpeton is een geslacht van uitgestorven albanerpetontide amfibieën bekend van het Isle of Wight, Zuid-Engeland.

## Beschrijving
Wesserpeton is bekend van het holotype NHMUK PV R36521, bijna volledig versmolten voorhoofdsbeenderen en van de toegewezen materialen NHMUK PV R36522–36568 en R36595–36611. Alle exemplaren werden verzameld op zeven plaatsen van de Wessexformatie aan de zuidoostkust van het Isle of Wight in Zuid-Engeland. De typelocatie (Bed 38) komt aan het oppervlak bij Yaverland, terwijl de rest (Bed L2) hoog in de klif bij Sudmoor Point wordt blootgesteld, maar alleen NHMUK PV R36539, R36522 en R36553-36558 heeft opgeleverd. Alle exemplaren dateren uit het Barremien van het Vroeg-Krijt.

## Etymologie
Wesserpeton werd benoemd door Steven C. Sweetman en James D. Gardner in 2013 en de typesoort is Wesserpeton evansae. De geslachtsnaam is afgeleid van Wessex, een oud Brits koninkrijk dat het Isle of Wight omvatte, en ἑρπετόν, erpeton, Grieks voor 'kruipend dier', dat werd gebruikt bij de constructie van de naam Albanerpeton. De soortaanduiding eert professor Susan E. Evans van het University College London voor haar bijdragen aan het onderzoek naar de paleontologie van microvertebraten en het begrip van Albanerpetontidae.